# Episodi di Trial & Error (prima stagione)
La prima stagione della serie televisiva Trial & Error, composta da 13 episodi, è stata trasmessa sul canale statunitense NBC dal 14 marzo al 18 aprile 2017.
In Italia, la serie va in onda dal 13 novembre al 25 dicembre 2017 su Joi, canale a pagamento della piattaforma Mediaset Premium.
| n° | Titolo originale                       | Titolo italiano                        | Prima TV USA   | Prima TV Italia  |
| -- | -------------------------------------- | -------------------------------------- | -------------- | ---------------- |
| 1  | Chapter 1: A Big Crime in a Small Town | Un grande crimine in una piccola città | 14 marzo 2017  | 13 novembre 2017 |
| 2  | Chapter 2: A Wrench in the Case        | La chiave del caso                     | 14 marzo 2017  | 13 novembre 2017 |
| 3  | Chapter 3: The Other Man               | L'altro uomo                           | 21 marzo 2017  | 20 novembre 2017 |
| 4  | Chapter 4: An Unwelcome Distraction    | Una distrazione indesiderata           | 21 marzo 2017  | 20 novembre 2017 |
| 5  | Chapter 5: Right-Hand Man              | Il braccio destro                      | 28 marzo 2017  | 27 novembre 2017 |
| 6  | Chapter 6: Secrets & Lies              | Segreti e bugie                        | 28 marzo 2017  | 27 novembre 2017 |
| 7  | Chapter 7: The Case Gets Big           | Il caso si ingrossa                    | 4 aprile 2017  | 4 dicembre 2017  |
| 8  | Chapter 8: A Change in Defense         | Un cambio nella difesa                 | 4 aprile 2017  | 4 dicembre 2017  |
| 9  | Chapter 9: Opening Statements          | Dichiarazioni d'apertura               | 11 aprile 2017 | 11 dicembre 2017 |
| 10 | Chapter 10: A Hostile Jury             | Una giuria ostile                      | 11 aprile 2017 | 11 dicembre 2017 |
| 11 | Chapter 11: Unusual Suspect            | Insolito sospetto                      | 13 aprile 2017 | 18 dicembre 2017 |
| 12 | Chapter 12: The Defense Rests          | La difesa ha concluso                  | 18 aprile 2017 | 18 dicembre 2017 |
| 13 | Chapter 13: The Verdict                | Il verdetto                            | 18 aprile 2017 | 25 dicembre 2017 |